# Провулок Вавилова (Київ)
Прову́лок Вави́лова  — зниклий провулок, що існував у Шевченківському районі міста Києва, місцевість Сирець. Пролягав від Ризької вулиці до тупика. 

## Історія
Провулок прокладено в 50-х роках XX століття під назвою Нова вулиця. Назву провулок Вавилова, на честь радянського вченого академіка Сергія Вавилова, набув 1955 року. Офіційно ліквідований 1978 року. 
Нині — одне з тупикових відгалужень з непарного боку Ризької вулиці навпроти вулиці Вавилових, забудова віднесена до Ризької вулиці.